# Бабинский, Жозеф
Жозеф Жюль Франсуа Феликс Бабинский (фр. Joseph Jules François Félix Babinski, Юзеф Юлиан Францишек Феликс Бабиньский, пол. Józef Julian Franciszek Feliks Babiński; 2 ноября 1857, Париж — 29 октября 1932, там же) — французский врач-невролог польского происхождения. Член Парижской Академии наук (1914).

## Биография
Родился в семье инженера. Сын польских беженцев, покинувших Варшаву в 1848 году во время подавления российскими войсками революционных волнений. Окончил медицинский факультет в Париже. 
В клинике Сальпетриер стал любимым учеником Жана Мартена Шарко. После защиты докторской диссертации (1886) заведовал клиникой Сальпетриер. 
Один из создателей Общества неврологов и психиатров в Париже (1899), почётный его член и с 1907 — председатель. В 1925 году стал почётным доктором Университета Стефана Батория.

## Научная деятельность
Автор 288 научных публикаций. Описал рефлекс (1896), названный его именем (рефлекс Бабинского), имеющий значение для диагностики органического поражения нервной системы (пирамидного пути); им выделен симптомокомплекс, характерный для поражения мозжечковой системы и других органических заболеваний нервной системы. 
Бабинский один из первых (1911) во Франции произвёл операцию при опухоли центральной нервной системы. В 1914 году Бабинский описал явление анозогнозии.